# Kloster Himmelpforten (Harz)

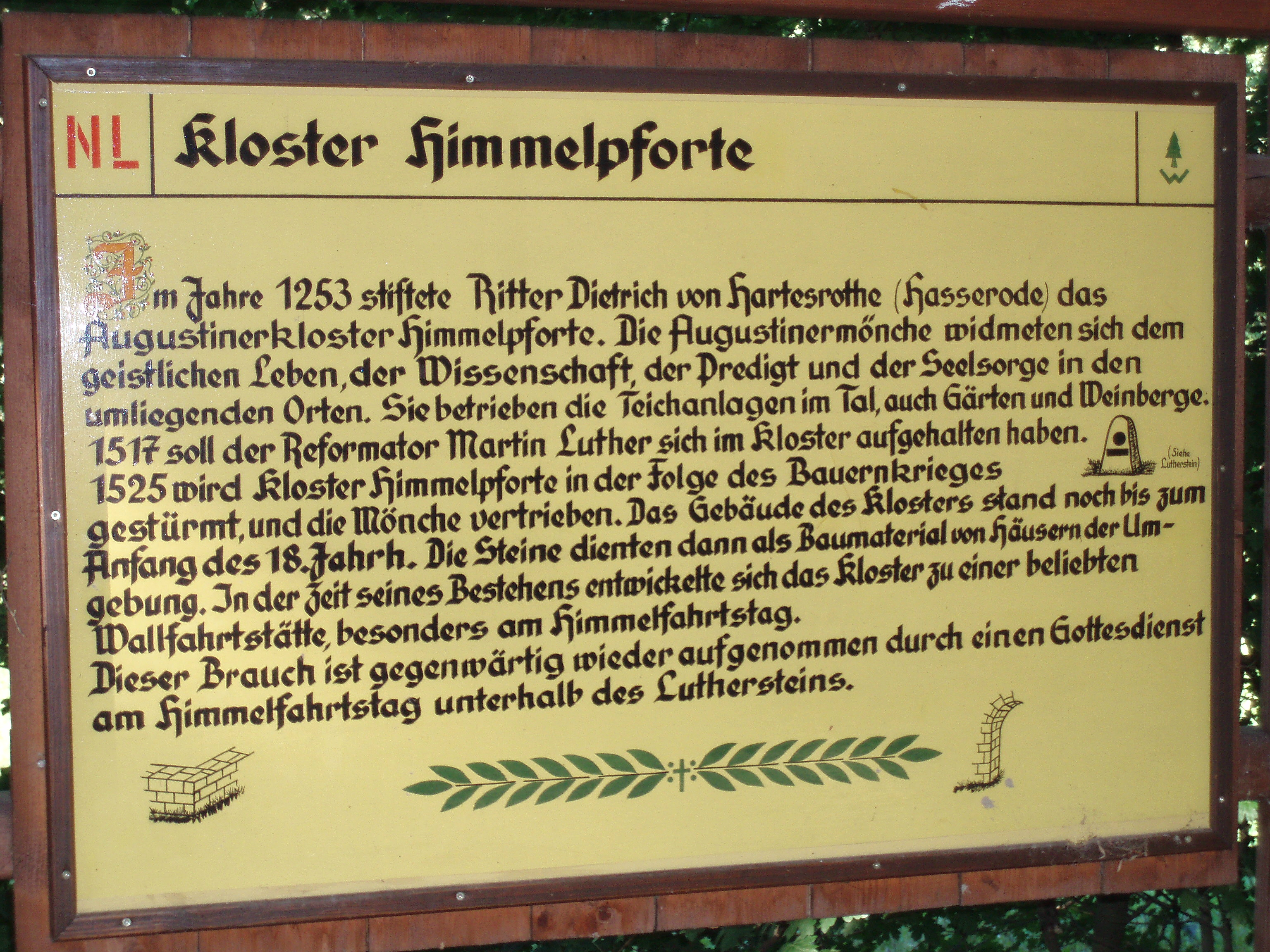
Erläuterungstafel

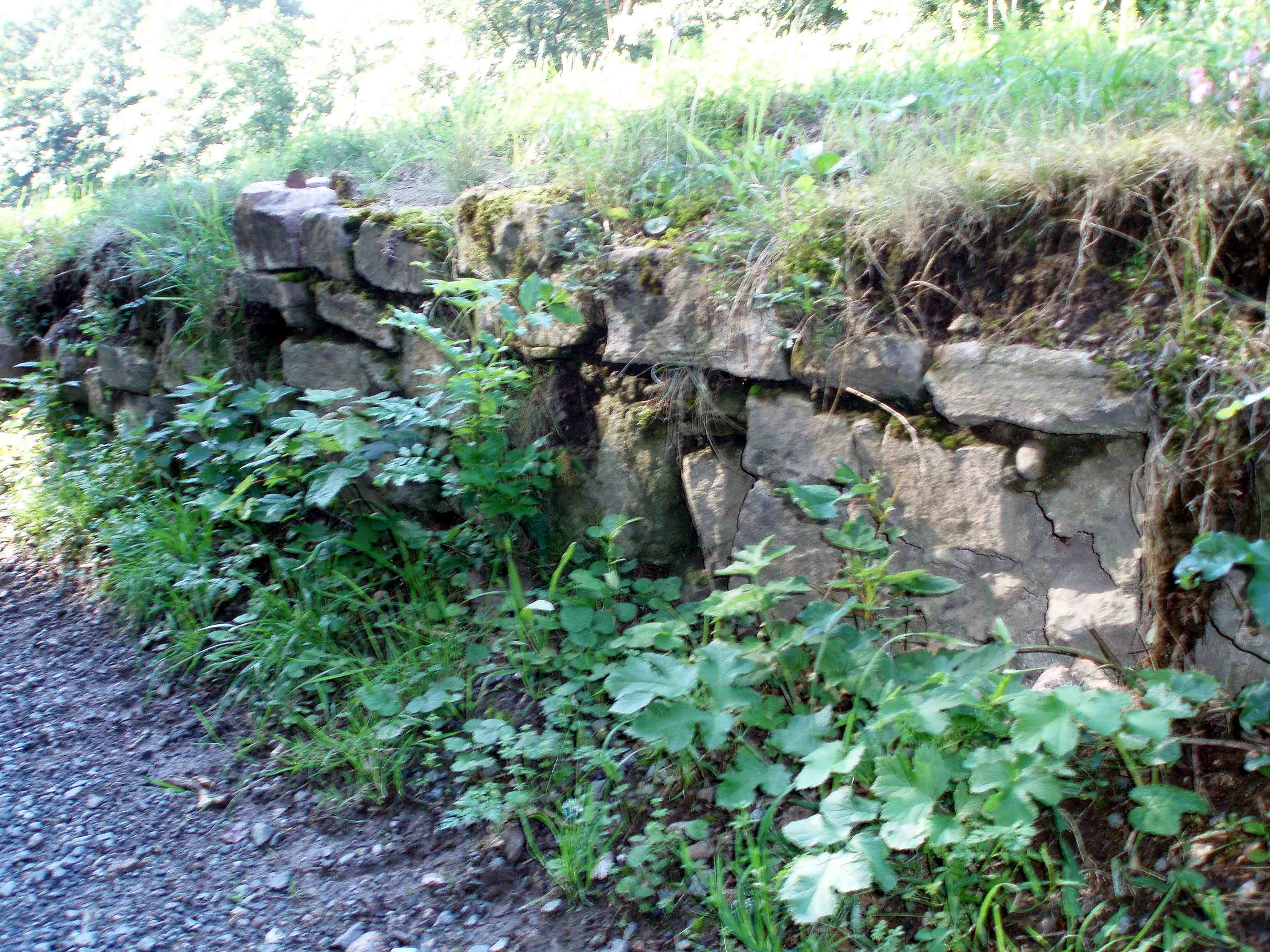
Reste der Klostermauer

Das Kloster Himmelpforten, umgangssprachlich heute meist Himmelpforte, ist ein nicht mehr existierendes Augustiner-Eremitenkloster bei Hasserode, einem Ortsteil von Wernigerode.

## Geschichte
Das Kloster wurde 1253 durch die Herren von Hartesrode in einem geschützten Waldtal nordöstlich ihrer Wasserburg Hasserode gegründet. Sie wählten diese Stätte, da hier bereits zuvor Wilhelmitenbrüder ansässig waren. Die Augustiner betrieben unter anderem Fischzucht und sogar Weinbau. Himmelpforten wurde 1516 von Martin Luther besucht, wo er sich mit seinem Ordensbruder und Freund, dem Generalvikar Johann von Staupitz traf. Dass dabei über den Ablasshandel gesprochen wurde, ist nicht belegt. An die Zusammenkunft erinnert der 1917 errichtete Luthergedenkstein.
Im Bauernkrieg begehrten Bauern gegen die Abgaben und den Zehnten auf; nach offensichtlich fruchtlosen Verhandlungen, die zunächst Cord Hoidop mit den Mönchen führte, stürmten am 30. April oder am 1. Mai 1525 aufgebrachte Bauern unter Führung des Wernigeröder Wundarztes Wiardes, Jakob Schüttes und des Nöschenröder Schankwirts Danzke das Kloster und plünderten es. Die Mönche flohen, der Überlieferung nach zur nun Mönchenlagerstätte genannten Stelle unweit der Steinernen Renne im Harz. Entgegen der Sage wurden die Wirtschafts- und Kirchengebäude nicht zerstört, sondern nur „gepucht und spoliret“, wie die später gefangengesetzten Bauernführer zu Protokoll gaben. Nachdem sie Urfehde geschworen hatten, wurde die Todesstrafe in Landesverweisung umgewandelt.
Die vertriebenen Mönche zogen unter ihrem neuen Prior Peter Gröning erneut ins Kloster, die Gebäude einschließlich der Kirche wurden noch einige Jahrzehnte genutzt, verfielen aber stetig und wurden bis in die Mitte des 19. Jahrhunderts fast vollständig abgetragen und als Baumaterial benutzt. Erhalten haben sich bis heute mehrere Forellenteiche des Klosters, darunter der Ütschenteich, und Reste einer Grundmauer.
Heute ist das Tal, in dem sich das Kloster Himmelpforten befand, als Start- und Zielort des alljährlich im Oktober stattfindenden Harz-Gebirgslaufs bekannt. Jedes Jahr zu Christi Himmelfahrt versammeln sich Christen am ehemaligen Kloster zu einem ökumenischen Gottesdienst.
Die Reste des Klosters liegen heute am Harzer Klosterwanderweg.

## Luthergedenkstein

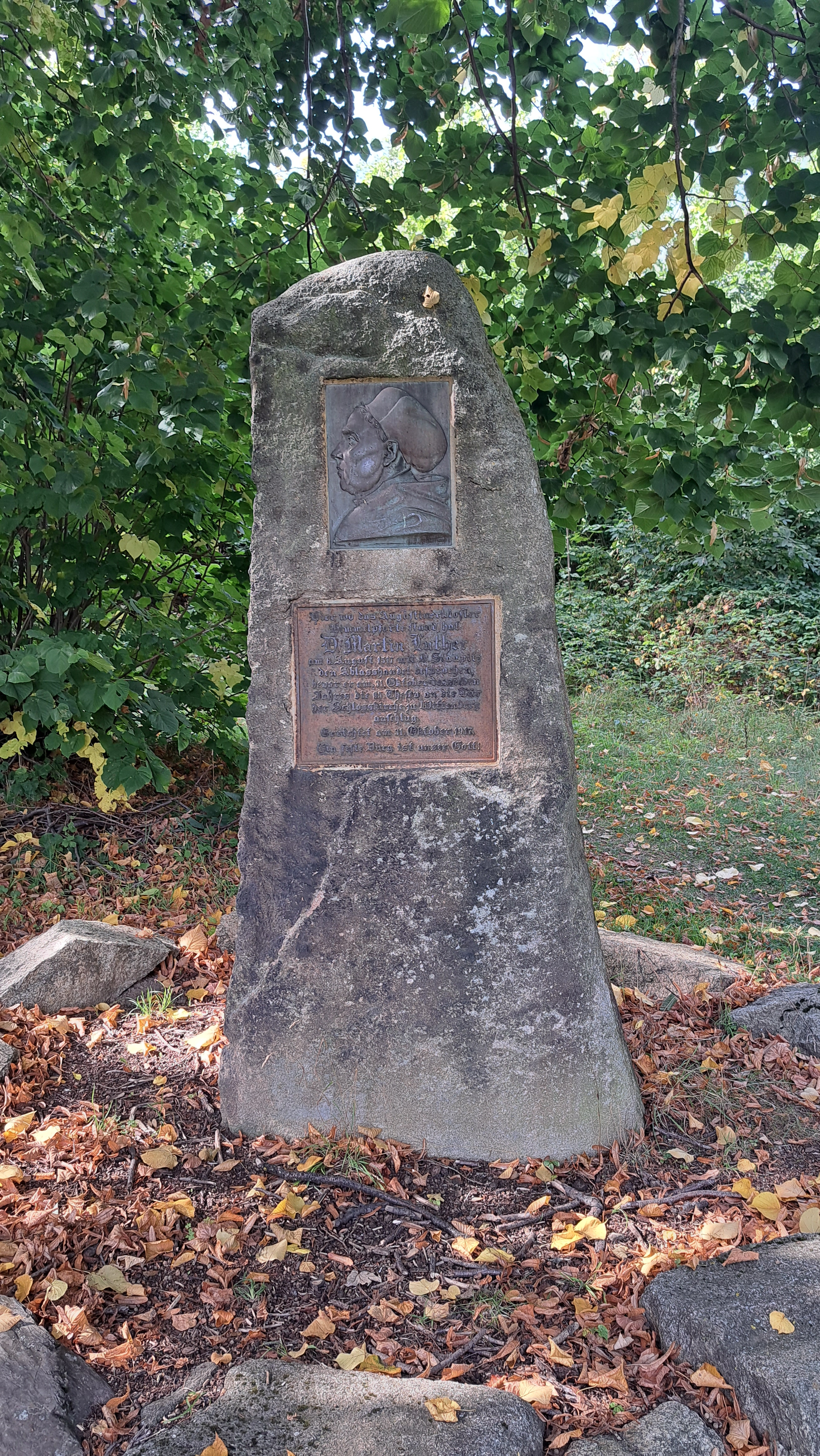
Der am Reformationstag des Jahres 1917 eingeweihte Lutherstein auf dem Gelände des ehemaligen Augustinerklosters Himmelpforten erinnert an den Besuch des Reformators 400 Jahre zuvor.

Beim sogenannten Luthergedenkstein (auch als „Lutherstein“ bezeichnet), der sich heute auf dem ehemaligen Klostergelände findet, handelt es sich um ein 1917 durch Christian-Ernst zu Stolberg-Wernigerode errichteten Gedenkstein, der anlässlich des 400. Jahrestages an den Besuch Martin Luthers im Kloster Himmelpforten erinnern soll. Auf der Vorderseite des Gedenksteins findet sich eine Profilbild des Reformators (mit der Künstlersignatur „fec. E. Schneevoigt. 1917“) sowie eine Tafel mit folgender Inschrift:
„Hier, wo das Augustinerkloster Himmelpforte stand, hat D. Martin Luther am 6. August 1517 mit J. Staupitz den Ablasshandel besprochen, bevor er am 31. Oktober desselben Jahres die 95 Thesen an die Tür der Schlosskirche zu Wittenberg anschlug. Errichtet am 31. Oktober 1917. Ein feste Burg ist unser Gott.“
Eine weitere Tafel auf der rechten Seite des Gedenksteins weist auf den Stifter hin:
„Errichtet von Christian Ernst Fürst zu Stolberg-Wernigerode. 30. Oktober 1917.“

## Neuzeitliche Untersuchungen
Nachdem das frühere Klostergelände Ende 2022 und Anfang 2023 geophysikalisch untersucht wurde, wobei sich Mauer- und Fundamentreste im Boden zeigten, fand im Juli 2023 eine erste Grabung des Landesamtes für Denkmalpflege und Archäologie Sachsen-Anhalt unter Leitung des Mittelalterarchäologen Felix Biermann statt, die 2024 und 2025 fortgesetzt wurden. Im Rahmen dieser Grabungen konnte sowohl der Standort des Klosters verifiziert und die Grundmauern von Kirche und Konventgebäuden freigelegt, als auch eine Reihe von Objekten geborgen werden, darunter vier Goldmünzen aus dem 15. Jahrhundert, Waffenteile und Tuchplomben. Dabei wurde festgestellt, dass die Klosteranlage einen ungewöhnlichen unsymmetrischen Grundriss hatte. Freigelegt wurden weiterhin zahlreiche Bestattungen aus dem 13. bis 16. Jahrhundert, die in der Kirche und im Kreuzgang beigesetzt worden waren. Im Rahmen dieser Grabungen konnten unter anderem zwei verzierte Grabplatten des 15. und frühen 16. Jahrhunderts, gut erhaltene Fußböden aus Steinplatten sowie sechseckigen Ziegelfliesen, eine mögliche Warmluftheizung sowie zahlreiche Kleinfunde (Glas- und Keramikscherben, Pilgerzeichen, Münzen und Metallgeschirr) freigelegt werden.

## Persönlichkeiten
Im Kloster wirkte als Prior Andreas Proles bis zu seinem Tod 1503.